# Мангольдт, Ганс Карл Фридрих фон
Ганс Карл Фридрих фон Мангольдт (1854—1925) — немецкий математик, внёсший свой вклад в решение Теоремы о распределении простых чисел.

## Биография
Мангольдт получил степень доктора философии (pH. D) в 1878 году в университете Берлина, где его руководителями были Эрнст Куммер и Карл Вейерштрасс. Он участвовал в решении теоремы о распределении простых чисел, обеспечивая строгое доказательство двух утверждений в статье Бернхарда Римана «О числе простых чисел меньше заданной величины». Риман сам сделал только частичное доказательство этих заявлений. Мангольдт работал профессором в рейнско-вестфальском техническом университете Ахена и после него должность занимал Отто Блюменталь.